# Bremer voetbalkampioenschap 1901/02
In 1901/02 werd het derde Bremer voetbalkampioenschap gespeeld, dat georganiseerd werd door de Bremer voetbalbond. Bremer SC 1891 werd kampioen, er was nog geen eindronde om de Duitse landstitel. De precieze uitslagen zijn niet meer bekend. Werder Bremen trok zich tijdens het seizoen terug. 

## Eindstand
| Plaats | Club              | Wed. | W | G | V | Saldo | Ptn |
| ------ | ----------------- | ---- | - | - | - | ----- | --- |
| 1.     | Bremer SC 1891    |      |   |   |   |       |     |
| 2.     | SuS 1896 Bremen   |      |   |   |   |       |     |
| 3.     | Bremer SC 1891 II |      |   |   |   |       |     |
| 4.     | FV Werder Bremen  |      |   |   |   |       |     |
| 5.     | ASC 1898 Bremen   |      |   |   |   |       |     |

|  | Kampioen |